# Papuan Tip jezici
Papuan Tip jezici (privatni kod [papt]) skupina zapadnooceanijskih jezika koji se govor na otoku Nova Gvineja u Papui Novoj Gvineji. Obuhvaća (62) jezika podijeljenih u dvije glavne podskupine, periferalnu i nuklearnu:
a) nuklearni (jezgrovni)/Nuclear [npat] (42): 
a1. Maisin [mais] (1): maisin;
a2. sjevernopapuanski kopneni-dentrekasto/North Papuan Mainland-D'Entrecasteaux [npmd] (34): anuki, are, arifama-miniafia, boselewa, bunama, bwaidoka, dawawa, diodio, dobu, doga, duau, galeya, gapapaiwa, ghayavi, gumawana, gweda, haigwai, iamalele, iduna, kakabai, kaninuwa, koluwawa, maiadomu, maiwala, minaveha, molima, mwatebu, sewa bay, taupota, tawala, ubir, wa'ema, wedau, yakaikeke;
a3. suaujski/Suauic [suau] (7): 'auhelawa, buhutu, bwanabwana, oya'oya, saliba, suau, wagawaga (podijeljen na yaleba [ylb] i wagawaga [wgb] ;
b) periferni papuan tip jezici/Peripheral [ppti] (20): 
b1. Centralnopapuanski jezici/Central Papuan [cpap] (14): abadi, bina, hula, keapara, kuni, lala, magori, mekeo, motu, ouma, sinaugoro, toura, waima, yoba;
b2. Kilivila-Louisiades [kill] (6): budibud, kilivila, misima-paneati, muyuw, nimoa, sudest.

## Vanjske poveznice
- Ethnologue (14th)
- Ethnologue (15th)